# みんなとてれと
『みんなとてれと』は、2004年4月11日から2011年3月27日まで、テレビ東京が関東ローカルにて放送していた自己批評番組。

## 概要
新番組についての製作意図を明らかにしたり、放送番組審議会、社外モニター会議など設置機関で話し合われた内容を伝える番組。放送されている番組についての有識者の批評に局側が答えるなどを行うこともある。結果的に番組内容や番組関連グッズ、Webサイトなどの宣伝も兼ねていることもある。
また、毎年6月中旬の放送で、新人アナウンサーの研修の様子を伝えることが恒例となっている。
2011年3月27日を以って終了。4月10日からは後継番組『ウォッチ!7』が放送される（ここで大岡アナが続投、2013年7月以降現在の「ウォッチ!7」放送時間は5:50～5:59）。

## 司会
当時のテレビ東京アナウンサー2人が担当し、1人は大岡優一郎（過去には斉藤一也が担当、2010年3月28日放送分でも代役登板）。もう1人は女性アナウンサーで、水原恵理、森本智子、松丸友紀、滝井礼乃、繁田美貴、須黒清華などが出演した。

## 放送時間
- 第2・4日曜日6:20 - 6:30（最後の1分間はCM）

なお、第1・3・5日曜日は『ブランニュー!』が放送される。